# Hadiatou Barry
Hadiatou Barry (* 1966 in Leipzig) ist eine ehemalige deutsche Kinderdarstellerin, die als Hauptdarstellerin in einem DEFA-Kinderfilm bekannt wurde.

## Leben
Barry kam 1966 als erstes Kind einer deutschen Romanistin und eines Chemikers aus Guinea in Leipzig zur Welt. Hier wuchs sie zusammen mit einem vier Jahre jüngeren Bruder auf. In einer Zeitung entdeckte eine Freundin ihrer Mutter eines Tages eine Anzeige, in der nach „afrikanischen Kindern“ für die Hauptrolle in einem DEFA-Film gesucht wurde. Es handelte sich um die Rolle der Asina in Rolf Losanskys Kinderfilm Ein Schneemann für Afrika. Das erste Vorsprechen, zu dem Barry von ihrem Vater begleitet wurde, fand in Leipzig statt. Sie kam in die engere Auswahl und setzte sich schließlich bei einem zweiten Test in Babelsberg gegen alle anderen Mitbewerberinnen durch.
Die Dreharbeiten zum Film fanden 1977 in Babelsberg und in Bulgarien statt. Am 2. Oktober 1977 wurde Ein Schneemann für Afrika im Berliner Colosseum uraufgeführt. Die Kritik lobte Barry:

„Der Regisseur wußte Schauspieler und etliche Laien zu einer künstlerischen Ensembleleistung zu bringen. Hier nur einen einzigen Namen: Hadiatou Barry. In der Rolle der Asina vermag sie ihre Zuschauer zu fesseln, Charme und Grazie scheinen ihr angeboren, alles wirkt natürlich und solide.“

Auch andere Kritiker befanden, dass „das afrikanische Mädchen Asina mit ihren 21 Zöpfen […] so bezaubernd geführt [sei], daß sie von Kindern augenblicklich und problemlos als Identifikationsfigur aufgenommen wird.“
Der Film wurde ein Erfolg und erhielt mehrere Auszeichnungen, darunter den Ehrenpreis der Kinderjury auf dem Goldenen Spatz 1979. Barry gab rückblickend zu, durch die plötzliche Aufmerksamkeit etwas abgehoben zu sein: „[D]ie große Aufmerksamkeit, die Autogramme, die Bewunderung bei den Aufführungen des Films müssen mir das Gefühl verliehen haben, etwas Besonderes zu sein. Bei den vielen Interviews, die ich damals gab, hatte ich einen gezierten, gekünstelten Ton.“

## Filmografie
- 1977: Ein Schneemann für Afrika, Regie: Rolf Losansky